# Арзамаський повіт
Арзамаський повіт - адміністративно-територіальна одиниця. Повітове місто — Арзамас.

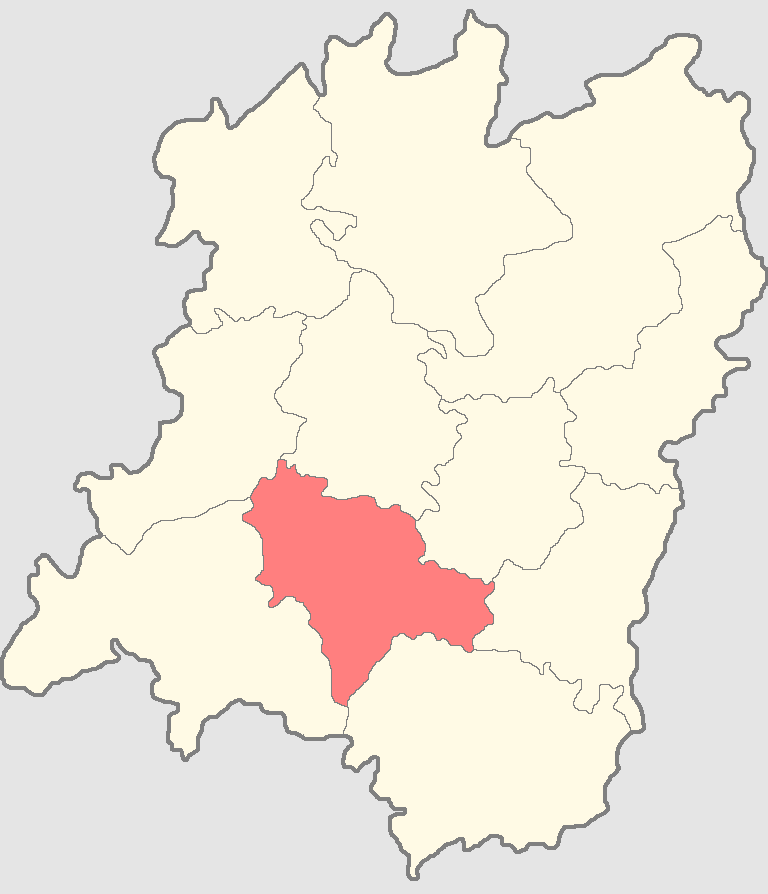

## Арзамаський повіт Московії

### Формування повіту
Арзамаський повіт почав формуватися на основі спадку Нижньогородського князівства у 15 сторіччі. Після приєднання князівства у 1392 році до Великого князівства Московського тут поступово склалася область як складова частина Великого Московського князівства. З формуванням Кодимської, Темніковської, Алатирської й Тетюшевської засічних ліній у 2-й половині 16 сторіччя землі навколо Арзамаса стали внутрішніми районами.
Арзамаський повіт межував: на півночі — з Нижньогородським повітом, сході — Алатирським повітом, півдні — Темніковський повіт, на заході — з Кодимським й Муромським повітами.

### Адміністративний поділ Арзамаського повіту
Адміністративний поділ Арзамаського повіту не відрізнявся від інших національних областей Надволжя. Для дворцової мордви в 17-18 сторіччя повіт ділився на Утішний й Залісний стани. Московські й мордовські бортники в 17 сторіччі мали свою адміністрацію бортницьких й мордовських справ воєвод та Приказної ізби. Московські поміщицькі й вотчинні люди та селяни підпорядковувалися воєводській канцелярії й значилися у Помісному приказі. Московсько-слов'янська частина повіту поділялася на Тешський, Ічаловський, Ірженський, Собакінський, Шатковський стани.
Інтенсивна московська поміщицька колонізація території Арзамаського повіту у 16-17 сторіччях привела до збільшення числа московсько-слов'янського населення — так у 17-19 сторіччі чисельність ерзян скоротилося до 10 % мешканців краю. У 17 сторіччі частина території Арзамаського повіту відійшла до Саранського, Ардатовського й Лукояновського повітів.
У 1708 році Арзамаський повіт було скасовано та його землю приписано до Казанської губернії, й у 1713 році - до Нижньогородській губернії.

## Арзамаський повіт Російської імперії
У 1719 році у складі Нижньогородської губернії утворено Арзамаську провінцію. 1727 року у складі Арзамаської провінції відновлено Арзамаський повіт.
У 1779 році Арзамаський повіт було віднесено до Нижньогородського намісництва, яке в 1796 році перетворено на Нижньогородську губернію.

### Населення
За даними перепису 1897 року в Арзамаському повіті мешкало 138 785 осіб; з них росіян - 92,9%; мордви - 6,9%. У повітовому місті Арзамасі - 10 592 мешканці.

## Арзамаський повіт РРФСР
14 січня 1929 року Нижньогородська губернія та всі її повіти були скасовані; велика частина Арзамаського повіту увійшла до складу Арзамаського району Нижньогородської області.
У 1930 році у зв'язку з перетворенням Мордовського округу на Мордовську автономну область у її склад з Арзамаського округу увійшли Ічалковський район, 20 селищ з Великоболдінського, 6 — з Тепло-Станської та 10 селищ з Наруксовського районів.

### Населення
За підсумками всесоюзного перепису населення 1926 року населення Арзамаського повіту становило 351 667 осіб, з них міського - 22 427 осіб.